# Southampton Football Club 2015-2016
Questa voce raccoglie le informazioni riguardanti il Southampton Football Club nelle competizioni ufficiali della stagione 2015-2016.

## Maglie e sponsor
Lo sponsor ufficiale per la stagione 2015-16 rimane Veho, una società di elettronica. Dopo un anno di maglie autoprodotte, lo sponsor tecnico torna ad essere Adidas.
| Casa | Trasferta |  |

## Organigramma societario
- Katharina Liebherr - Proprietario
- Ralph Krueger - Presidente
- Terry Paine - Presidente Onorario
- Gareth Rogers - Amministratore Delegato
- David Bence - Direttore Sportivo
- Martin Hunter - Direttore Tecnico

- Ronald Koeman - Manager
- Erwin Koeman - Assistente manager
- Jan Kluitenberg - Allenatore
- Sammy Lee - Assistente Allenatore
- Dave Watson - Allenatore dei portieri
- Fran Alonso - Preparatore Atletico
- Matt Radcliffe - Fisioterapista

- Paul Mitchell - Capo del reclutamento
- Bill Green - Scout Senior Team
- Tord Grip - Scout Senior Team
- Radhi Jaïdi - Scout internazionale
- Matt Hale - Manager
- Terry Moore - Assistente Manager
- Graeme Murty - Assistente Allenatore
- Paul Bodin - Assistente Allenatore

## Rosa
Rosa e numerazione sono aggiornate al 2 febbraio 2016.
| N. |                             | Ruolo | Calciatore            |
| -- | --------------------------- | ----- | --------------------- |
| 1  | Inghilterra (bandiera)      | P     | Kelvin Davis          |
| 2  | Portogallo (bandiera)       | D     | Cédric Soares         |
| 3  | Giappone (bandiera)         | D     | Maya Yoshida          |
| 4  | Paesi Bassi (bandiera)      | C     | Jordy Clasie          |
| 5  | Romania (bandiera)          | D     | Florin Gardoș         |
| 6  | Portogallo (bandiera)       | D     | José Fonte (capitano) |
| 7  | Irlanda (bandiera)          | A     | Shane Long            |
| 8  | Irlanda del Nord (bandiera) | C     | Steven Davis          |
| 9  | Inghilterra (bandiera)      | A     | Jay Rodriguez         |
| 10 | Senegal (bandiera)          | A     | Sadio Mané            |
| 11 | Serbia (bandiera)           | C     | Dušan Tadić           |
| 12 | Kenya (bandiera)            | C     | Victor Wanyama        |
| 14 | Spagna (bandiera)           | C     | Oriol Romeu           |
| 15 | Curaçao (bandiera)          | D     | Cuco Martina          |

| N. |                        | Ruolo | Calciatore           |
| -- | ---------------------- | ----- | -------------------- |
| 16 | Inghilterra (bandiera) | C     | James Ward-Prowse    |
| 17 | Paesi Bassi (bandiera) | D     | Virgil van Dijk      |
| 18 | Inghilterra (bandiera) | C     | Harrison Reed        |
| 19 | Italia (bandiera)      | A     | Graziano Pellè       |
| 20 | Spagna (bandiera)      | A     | Juanmi               |
| 21 | Inghilterra (bandiera) | D     | Ryan Bertrand        |
| 22 | Paesi Bassi (bandiera) | P     | Maarten Stekelenburg |
| 23 | Uruguay (bandiera)     | C     | Gastón Ramírez       |
| 25 | Argentina (bandiera)   | P     | Paulo Gazzaniga      |
| 26 | Inghilterra (bandiera) | D     | Steven Caulker       |
| 28 | Inghilterra (bandiera) | A     | Charlie Austin       |
| 33 | Inghilterra (bandiera) | D     | Matt Targett         |
| 40 | Inghilterra (bandiera) | A     | Sam Gallagher        |
| 44 | Inghilterra (bandiera) | P     | Fraser Forster       |

## Calciomercato

### Calciatori svincolati
Il 26 maggio 2015 il club comunica che i portieri Artur Boruc e Cody Cropper, oltre al difensore olandese Jos Hooiveld e i tre giovani dell'academy Chris Johns, Omar Rowe e Jake Sinclair non rientrano più nei piani della società e sono liberi di trovare un'altra sistemazione. Il primo luglio viene comunicata anche la rescissione contrattuale con l'attaccante argentino Pablo Osvaldo.
| Giocatori rilasciati | Giocatori rilasciati | Giocatori rilasciati | Giocatori rilasciati |
| R.                   | Nome                 | Squadra seguente     | Modalità             |
| -------------------- | -------------------- | -------------------- | -------------------- |
| P                    | Artur Boruc          | Bournemouth          | fine contratto       |
| P                    | Cody Cropper         | MK Dons              | fine contratto       |
| D                    | Jos Hooiveld         | AIK                  | fine contratto       |
| A                    | Pablo Osvaldo        | Porto                | fine contratto       |
| P                    | Chris Johns          |                      | fine contratto       |
| M                    | Omar Rowe            |                      | fine contratto       |
| A                    | Jake Sinclair        |                      | fine contratto       |

### Sessione estiva(dall'1/7 all'1/9)
I primi colpi di mercato dell'estate sono l'attaccante spagnolo Juanmi in arrivo dal Malaga e il difensore portoghese Cédric Soares dallo Sporting Lisbona. Come la stagione passata, i Saints pescano dal campionato olandese: arrivano il centrocampista Jordy Clasie dal Feyenoord e il difensore Cuco Martina dal Twente. Vengono inoltre acquisiti in prestito il portiere olandese Maarten Stekelenburg dal Fulham e il difensore inglese Steven Caulker dal QPR. A campionato iniziato, si aggiunge la firma del centrocampista spagnolo Oriol Romeu, preso in via definitiva dal Chelsea. Negli ultimi giorni di mercato arrivano il difensore olandese Virgil van Dijk dal Celtic e il giovane portiere Harry Lewis dallo Shrewsbury Town.
Per quanto riguarda il mercato in uscita, Morgan Schneiderlin lascia i Saints dopo 7 anni, firmando con il Manchester United. Viene anche ceduto al Liverpool il terzino inglese Nathaniel Clyne; da queste due operazioni il Southampton incassa un totale di 52,7 milioni di euro. Inoltre vengono ceduti in prestito tre giovani: l'attaccante Sam Gallagher finisce al Milton Keynes Dons mentre i difensori Jack Stephens e Jordan Turnbull si muovono rispettivamente al Middlesbrough e allo Swindon Town. L'ultimo giorno di mercato viene ceduto l'attaccante zambiano Emmanuel Mayuka al Metz
| Acquisti         | Acquisti             | Acquisti         | Acquisti                         |
| R.               | Nome                 | da               | Modalità                         |
| ---------------- | -------------------- | ---------------- | -------------------------------- |
| D                | Virgil van Dijk      | Celtic           | definitivo (15,7 milioni €)      |
| C                | Jordy Clasie         | Feyenoord        | definitivo (12 milioni €)        |
| A                | Juanmi               | Malaga           | definitivo (7 milioni €)         |
| D                | Cédric Soares        | Sporting Lisbona | definitivo (6,5 milioni €)       |
| C                | Oriol Romeu          | Chelsea          | definitivo (5,6 milioni €)       |
| D                | Steven Caulker       | QPR              | prestito oneroso (1,7 milioni €) |
| D                | Cuco Martina         | Twente           | definitivo (1,5 milioni €)       |
| P                | Harry Lewis          | Shrewsbury Town  | definitivo                       |
| P                | Maarten Stekelenburg | Fulham           | prestito                         |
| Altre operazioni |                      |                  |                                  |
| R.               | Nome                 | da               | Modalità                         |
| A                | Pablo Osvaldo        | Boca Juniors     | fine prestito                    |

| Cessioni         | Cessioni            | Cessioni        | Cessioni                    |
| R.               | Nome                | a               | Modalità                    |
| ---------------- | ------------------- | --------------- | --------------------------- |
| C                | Morgan Schneiderlin | Manchester Utd  | definitivo (35 milioni €)   |
| D                | Nathaniel Clyne     | Liverpool       | definitivo (17,7 milioni €) |
| A                | Emmanuel Mayuka     | Metz            | definitivo (gratuito)       |
| A                | Sam Gallagher       | MK Dons         | prestito                    |
| D                | Jack Stephens       | Middlesbrough   | prestito                    |
| D                | Jordan Turnbull     | Swindon Town    | prestito                    |
| Altre operazioni |                     |                 |                             |
| R.               | Nome                | a               | Modalità                    |
| D                | Toby Alderweireld   | Atlético Madrid | fine prestito               |
| C                | Eljero Elia         | Werder Brema    | fine prestito               |
| C                | Filip Đuričić       | Benfica         | fine prestito               |

### Operazioni successive alla sessione estiva
| Acquisti | Acquisti | Acquisti | Acquisti |
| R.       | Nome     | da       | Modalità |
| -------- | -------- | -------- | -------- |

| Cessioni | Cessioni       | Cessioni | Cessioni |
| R.       | Nome           | a        | Modalità |
| -------- | -------------- | -------- | -------- |
| D        | Jason McCarthy | Wycombe  | prestito |
| C        | Lloyd Isgrove  | Barnsley | prestito |

### Sessione invernale(dal 4/1 all'1/2)
Nel mercato di riparazione viene acquistato l'attaccante inglese Charlie Austin dal QPR.
| Acquisti         | Acquisti       | Acquisti | Acquisti                   |
| R.               | Nome           | da       | Modalità                   |
| ---------------- | -------------- | -------- | -------------------------- |
| A                | Charlie Austin | QPR      | definitivo (5,2 milioni €) |
| Altre operazioni |                |          |                            |
| R.               | Nome           | da       | Modalità                   |

| Cessioni         | Cessioni       | Cessioni        | Cessioni    |
| R.               | Nome           | a               | Modalità    |
| ---------------- | -------------- | --------------- | ----------- |
| M                | Sam McQueen    | Southend Utd    | prestito    |
| C                | Gastón Ramírez | Middlesbrough   | prestito    |
| A                | Ryan Seager    | Crewe Alexandra | prestito    |
| D                | Jack Stephens  | Coventry City   | prestito    |
| Altre operazioni |                |                 |             |
| R.               | Nome           | a               | Modalità    |
| P                | Harry Isted    | Stoke City      | rescissione |

## Risultati

### Barclays Premier League
| Arbitro: | Craig Pawson |

|                         |           |                    |
| Cissé 42’ Wijnaldum 48’ | Marcatori | 24’ Pellè 79’ Long |

| Arbitro: | Michael Oliver |

|  |           |                            |
|  | Marcatori | 24’ 45’ Lukaku 84’ Barkley |

| Watford 23 agosto 2015, ore 17:00 CEST 3ª giornata | Watford        | 0 – 0 referto | Southampton | Vicarage Road (20.166 spett.)\| Arbitro: \| Andre Marriner \| |
| Arbitro:                                           | Andre Marriner |               |             |                                                               |

| Arbitro: | Jonathan Moss |

|                         |           |  |
| Pellè 45’ Tadić 64’ 67’ | Marcatori |  |

| West Bromwich 12 settembre 2015, ore 16:00 CEST 5ª giornata | West Bromwich  | 0 – 0 referto | Southampton | The Hawthorns (24.265 spett.)\| Arbitro: \| Stuart Attwell \| |
| Arbitro:                                                    | Stuart Attwell |               |             |                                                               |

| Arbitro: | Mark Clattenburg |

|               |           |                          |
| Pellè 13’ 86’ | Marcatori | 34’ 50’ Martial 68’ Mata |

| Arbitro: | Roger East |

|                                     |           |                       |
| van Dijk 11’ Ki 54’ (aut.) Mané 61’ | Marcatori | 83’ (rig.) Sigurðsson |

| Arbitro: | Robert Madley |

|             |           |                              |
| Willian 10’ | Marcatori | 43’ Davis 60’ Mané 72’ Pellè |

| Arbitro: | Paul Tierney |

|                        |           |                |
| Fonte 21’ van Dijk 37’ | Marcatori | 43’, 90’ Vardy |

| Arbitro: | Andre Marriner |

|             |           |          |
| Benteke 77’ | Marcatori | 86’ Mané |

| Arbitro: | Craig Pawson |

|                     |           |  |
| Davis 31’ Pellè 36’ | Marcatori |  |

| Arbitro: | Mike Jones |

|  |           |                  |
|  | Marcatori | 69’ (rig.) Tadić |

| Arbitro: | Lee Mason |

|  |           |           |
|  | Marcatori | 10’ Bojan |

| Arbitro: | Roger East |

|                                    |           |          |
| De Bruyne 9’ Delph 20’ Kolarov 69’ | Marcatori | 49’ Long |

| Arbitro: | Anthony Taylor |

|           |           |             |
| Romeu 73’ | Marcatori | 44’ Lescott |

| Arbitro: | Mike Dean |

|            |           |  |
| Cabaye 38’ | Marcatori |  |

| Arbitro: | Kevin Friend |

|  |           |                   |
|  | Marcatori | 40’ Kane 43’ Alli |

| Arbitro: | Jonathan Moss |

|                                     |           |  |
| Martina 19’ Long 55’, 90’ Fonte 69’ | Marcatori |  |

| Arbitro: | Michael Oliver |

|                         |           |                      |
| Antonio 69’ Carroll 79’ | Marcatori | 13’ (aut.) Jenkinson |

| Arbitro: | Mark Clattenburg |

|            |           |  |
| Tettey 76’ | Marcatori |  |

| Arbitro: | Craig Pawson |

|                    |           |  |
| Long 17’ Tadić 73’ | Marcatori |  |

| Arbitro: | Martin Atkinson |

|                                      |           |  |
| Ward-Prowse 5’, 35’ (rig.) Tadić 72’ | Marcatori |  |

| Arbitro: | Mike Jones |

|  |           |            |
|  | Marcatori | 87’ Austin |

| Londra 2 febbraio 2016, ore 20:45 CET 24ª giornata | Arsenal   | 0 – 0 referto | Southampton | Emirates Stadium (60.044 spett.)\| Arbitro: \| Lee Mason \| |
| Arbitro:                                           | Lee Mason |               |             |                                                             |

| Arbitro: | Mark Clattenburg |

|            |           |  |
| Yoshida 9’ | Marcatori |  |

| Arbitro: | Jonathan Moss |

|  |           |          |
|  | Marcatori | 69’ Long |

| Arbitro: | Martin Atkinson |

|          |           |                           |
| Long 42’ | Marcatori | 75’ Fàbregas 89’ Ivanović |

| Arbitro: | Mike Dean |

|                    |           |  |
| Cook 31’ Afobe 79’ | Marcatori |  |

| Arbitro: | Neil Swarbrick |

|                |           |           |
| van Dijk 90+3’ | Marcatori | 85’ Defoe |

| Arbitro: | Lee Mason |

|                |           |                |
| Arnautović 52’ | Marcatori | 11’, 90’ Pellè |

| Arbitro: | Roger East |

|                         |           |                            |
| Mané 64’, 86’ Pellè 83’ | Marcatori | 17’ Coutinho 22’ Sturridge |

| Arbitro: | Michael Oliver |

|            |           |  |
| Morgan 38’ | Marcatori |  |

| Arbitro: | Robert Madley |

|                               |           |              |
| Long 4’ Pellè 38’ Wanyama 55’ | Marcatori | 65’ Townsend |

| Arbitro: | Criag Pawson |

|                |           |          |
| Funes Mori 68’ | Marcatori | 76’ Mané |

| Arbitro: | Neil Swarbrick |

|                     |           |                                    |
| Westwood 45+1’, 85’ | Marcatori | 15’ Long 39’, 71’ Tadić 90+4’ Mané |

| Arbitro: | Andre Marriner |

|                             |           |                    |
| Long 25’ Mané 28’, 57’, 68’ | Marcatori | 44’, 78’ Iheanacho |

| Arbitro: | Jonathan Moss |

|         |           |                |
| Son 16’ | Marcatori | 31’, 72’ Davis |

| Arbitro: | Michael Oliver |

|                                                  |           |              |
| Mané 43’ Pellè 61’ Bertrand 75’ (rig.) Davis 87’ | Marcatori | 64’ Puncheon |

### FA Cup
| Arbitro: | Lee Mason |

|           |           |                   |
| Romeu 51’ | Marcatori | 29’ Ward 68’ Zaha |

### Football League Cup
| Arbitro: | Keith Stroud |

|  |           |                                                      |
|  | Marcatori | 5’, 48’ (rig.) Rodriguez 10’, 25’ Mané 68’, 75’ Long |

| Arbitro: | Keith Stroud |

|                       |           |                     |
| Yoshida 51’ Pellè 77’ | Marcatori | 90’ (rig.) Sinclair |

| Arbitro: | Robert Madley |

|         |           |                                                |
| Mané 1’ | Marcatori | 25’, 29’ Sturridge 45’, 68’, 86’ Origi 73’ Ibe |

### UEFA Europa League

#### Terzo turno
| Arbitro: | Manzano |

|                                       |           |  |
| Pellè 36’ Tadić 45+1’ (rig.) Long 84’ | Marcatori |  |

| Arbitro: | Spathas |

|  |           |                   |
|  | Marcatori | 4’ Pellè 89’ Mané |

#### Play-off
| Arbitro: | Clément Turpin |

|                      |           |           |
| Rodriguez 56’ (rig.) | Marcatori | 45’ Sparv |

| Arbitro: | Liran Liany |

|               |           |  |
| Rasmussen 28’ | Marcatori |  |

## Statistiche

### Statistiche di squadra
Statistiche aggiornate al 20 maggio 2016
| Competizione        | Punti | In casa | In casa | In casa | In casa | In casa | In casa | In trasferta | In trasferta | In trasferta | In trasferta | In trasferta | In trasferta | Totale | Totale | Totale | Totale | Totale | Totale | DR  |
| Competizione        | Punti | G       | V       | N       | P       | GF      | GS      | G            | V            | N            | P            | GF           | GS           | G      | V      | N      | P      | GF     | GS     | DR  |
| ------------------- | ----- | ------- | ------- | ------- | ------- | ------- | ------- | ------------ | ------------ | ------------ | ------------ | ------------ | ------------ | ------ | ------ | ------ | ------ | ------ | ------ | --- |
| Premier League      | 63    | 19      | 11      | 3       | 5       | 39      | 22      | 19           | 7            | 6            | 6            | 20           | 19           | 38     | 18     | 9      | 11     | 59     | 41     | +18 |
| UEFA Europa League  |       | 2       | 1       | 1       | 0       | 4       | 1       | 2            | 1            | 0            | 1            | 2            | 1            | 4      | 2      | 1      | 1      | 6      | 2      | +4  |
| FA Cup              |       | 1       | 0       | 0       | 1       | 1       | 2       | 0            | 0            | 0            | 0            | 0            | 0            | 1      | 0      | 0      | 1      | 1      | 2      | -1  |
| Football League Cup |       | 2       | 1       | 0       | 1       | 3       | 7       | 1            | 1            | 0            | 0            | 6            | 0            | 3      | 2      | 0      | 1      | 9      | 7      | +2  |
| Totale              | 63    | 24      | 13      | 4       | 7       | 47      | 32      | 22           | 9            | 6            | 7            | 28           | 20           | 46     | 22     | 10     | 14     | 74     | 52     | +23 |

### Andamento in campionato
| Giornata  | 1  | 2  | 3  | 4  | 5  | 6  | 7 | 8 | 9 | 10 | 11 | 12 | 13 | 14 | 15 | 16 | 17 | 18 | 19 | 20 | 21 | 22 | 23 | 24 | 25 | 26 | 27 | 28 | 29 | 30 | 31 | 32 | 33 | 34 | 35 | 36 | 37 | 38 |
| --------- | -- | -- | -- | -- | -- | -- | - | - | - | -- | -- | -- | -- | -- | -- | -- | -- | -- | -- | -- | -- | -- | -- | -- | -- | -- | -- | -- | -- | -- | -- | -- | -- | -- | -- | -- | -- | -- |
| Luogo     | T  | C  | T  | C  | T  | C  | C | T | C | T  | C  | T  | C  | T  | C  | T  | C  | C  | T  | T  | C  | C  | T  | T  | C  | T  | C  | T  | C  | T  | C  | T  | C  | T  | T  | C  | T  | C  |
| Risultato | N  | P  | N  | V  | N  | P  | V | V | N | N  | V  | V  | P  | P  | N  | P  | P  | V  | P  | P  | V  | V  | V  | N  | V  | V  | P  | P  | N  | V  | V  | P  | V  | N  | V  | V  | V  | V  |
| Posizione | 10 | 16 | 18 | 10 | 11 | 16 | 9 | 9 | 8 | 8  | 7  | 7  | 8  | 10 | 12 | 12 | 12 | 12 | 12 | 13 | 12 | 10 | 8  | 7  | 7  | 6  | 7  | 7  | 8  | 7  | 7  | 7  | 7  | 7  | 8  | 7  | 6  | 5  |

Fonte:  Premier League – Classifiche, su sport.sky.it, sport.sky.it (archiviato dall'url originale il 5 gennaio 2016).
Legenda:

Luogo: C = Casa; T = Trasferta. Risultato: V = Vittoria; N = Pareggio; P = Sconfitta.